# Principauté de Pavie
 (mai 2019).
Si vous disposez d'ouvrages ou d'articles de référence ou si vous connaissez des sites web de qualité traitant du thème abordé ici, merci de compléter l'article en donnant les références utiles à sa vérifiabilité et en les liant à la section « Notes et références ».

Blason de la principauté

La principauté de Pavie (en italien  Principato di Pavia) est un fief impérial autour de l’actuelle province de Pavie.
Elle est érigée en principauté en 1499.